# Glyptothorax interspinalus
Glyptothorax interspinalus är en fiskart som först beskrevs av Mai, 1978.  Glyptothorax interspinalus ingår i släktet Glyptothorax och familjen Sisoridae. IUCN kategoriserar arten globalt som nära hotad. Inga underarter finns listade i Catalogue of Life.